# Ejército Revolucionario del Pueblo Insurgente
Ejército Revolucionario del Pueblo Insurgente (ERPI) (deutsch: Revolutionäre Aufständische Volksarmee) ist eine von mehreren mexikanischen Guerillagruppierungen in Guerrero. Sie wurde am 8. Januar 1998 infolge einer Spaltung der Guerillaorganisation EPR gegründet. Als Gründe für die Abspaltung nennt die Organisation auf ihrer Homepage unter anderen den geringen Zuwachs an Mitgliedern, die ausgeprägt zentralistische und bürokratische Struktur der EPR, sowie die Entmenschlichung einiger Verfahrensweisen. ERPI versteht sich als Organisation zur Selbstverteidigung der Dörfer im Kampf gegen die „Lokalfürsten“ und die mit ihnen verbündeten staatlichen Repressionsorgane und sieht sich, im Unterschied zur EPR, ähnlich wie die EZLN in Chiapas, dem Prinzip des mandar obedeciendo, dem „gehorchenden Befehlen“, verpflichtet, was bedeutet, dass sie nur so agiert, wie es ihre Unterstützungsbasis in der Bevölkerung mitträgt.
Die Bedeutung dieser Guerillagruppe wird unterschiedlich eingeschätzt. Der mexikanische Journalist Jorge  Fernández Menéndez beschrieb die ERPI im Jahre 2006 als eine aufgrund von inneren Streitigkeiten und der Inhaftierung ihrer Anführer nur noch sehr geschwächte Gruppe mit geringer ideologischer Fundierung.  Philipp Gerber hingegen, ein Mitarbeiter bei medico international schweiz, nannte es Ende 2008 „ein offenes Geheimnis, dass die Guerrilla ERPI in weiten Teilen der ländlichen Regionen genauso präsent ist wie die Narco-Mafias in den meisten Städten“. Das entlegene Hochland Guerreros befinde sich weitgehend in der Hand der Guerilla.